# رودبار (خمیر)
رودبار، روستایی در دهستان رودبار بخش رویدر شهرستان خمیر در استان هرمزگان ایران است. این روستا، مرکز دهستان رودبار است.

## جمعیت
بر پایه سرشماری عمومی نفوس و مسکن در سال ۱۳۹۵، جمعیت این روستا برابر با ۱٬۶۷۷ نفر (۵۰۴ خانوار) بوده‌است.